# Нікола Бацаров
Нікола Бацаров (болг. Никола Бацаров); нар. 9 березня 1818, Калофер — пом. 13 грудня 1892, Новий Пазар — болгарський освітній діяч в часи Османської імперії.

## Біографія
Народився 9 березня 1818 в Калофері, початкову освіту здобув у своєму рідному місті, а потім в Константинополі. У 1849 оселився в Мечині, Північна Добруджа, де працював вчителем.
З 1858 по 1866 жив і викладав у Шумені. Співпрацював з журналами та газетами «Цариградски вестник», «Български книжици», «Дунавски лебед», «Слово». Підтримував листування з національним революціонером Георгієм Раковським.
З 1866 проводить активну соціальну та освітню діяльність в різних місцях північно-східної частини Болгарії (Варна, Русе, Провадія, Дивдядово). Через деякий час оселився в Новому Пазарі, став мером міста, а пізніше — мировим суддею.
Помер 13 грудня 1892 в Новому Пазарі.